# Knévitxi
Knévitxi (en rus: Кневичи) és un poble del krai de Primórie, a l'Extrem Orient de Rússia, que en el cens del 2010 tenia 4.845 habitants.